# Warndt
Le (ou la) Warndt [vaʁnt] est à la fois le nom d'une demi-boutonnière au sens géologique et du massif forestier qui la recouvre et formant un grand arc de cercle autour de la zone boisée. Le Warndt est situé sur la frontière franco-allemande, partiellement sur le territoire du département de la Moselle et partiellement dans le Land de Sarre.

## Origine du nom
Le nom du Warndt apparaît pour la première fois par écrit dans un acte de donation fait par l'empereur Otton III du Saint-Empire en 999 à l'évêque de Metz, le nom figurant dans ce document est Warenta.
Le nom a été mentionné sous diverses formes au cours des siècles : Waran en 1147, Wernest en 1171, Warant en 1187, Warando en 1210, Warnest en 1255, Silva de Warant en 1267, Warende en 1270, Warray en 1289, Wairant en 1325, Warand en 1333, Varandes en 1349, Warendt en 1361, Warhand en 1392, Varndt en 1613, Vuarray en 1634, Warnet en 1683, Waren en 1766, Warnetwald en 1779, Warndt en 1808.
Du fait de la mention tardive de ce nom les certitudes sur son étymologie sont difficiles. La présence simultanée sur son territoire de Gaulois, de Romains et de Germains dès les premiers siècles de l'ère chrétienne est attestée par les découvertes archéologiques. Cela rend encore plus délicat le travail du toponymiste. Il faut au moins mentionner plusieurs hypothèses :
- Warndt viendrait suivant une étymologie populaire de Verwarnte, signifiant l'interdiction, l'avertissement ou la mise en garde. Le mot serait alors apparenté par mutation consonantique au mot garantie. Le Warndt était de fait un domaine forestier dont la chasse était réservée ou garantie à l'empereur ou à la noblesse.
- Warndt serait apparenté au néerlandais Warand et au frison wâd dont la signification est forêt[2]. Le nom serait alors directement lié à la nature forestière de l'ensemble désigné.
- Une hypothèse gauloise pour Warndt ne peut cependant pas être exclue puisque les traces les plus anciennes du nom de lieu sont absentes et que nous avons la certitude qu'il était occupé à l'époque gauloise[3]. La recherche lexicale peut alors nous mener vers une racine du type icoranda[4]. Elle désigne en général des lieux se trouvant à la limite entre des territoires gaulois. La forêt du Warndt sépare en effet les territoires des Médiomatriques de celui des Trévires. Par malheur nous ne disposons pas de traces plus anciennes du nom mais une évolution icoranda > quoranda > gwaranda> waranda est plausible.

## Communes
- En Allemagne (21) : Differten, Dorf im Warndt, Emmersweiler, Fenne, Friedrichweiler, Fürstenhausen, Geislautern, Gersweiler, Großrosseln, Hostenbach, Karlsbrunn, Klarenthal, Lauterbach, Ludweiler, Naßweiler, Schaffhausen, St. Nikolaus, Überherrn, Wadgassen, Werbeln.
- En France (26) : Béning-lès-Saint-Avold, Betting, Bisten-en-Lorraine, Carling, Cocheren, Creutzwald, Diesen, Falck, Forbach, Freyming-Merlebach, Guerting, Ham-sous-Varsberg, Hargarten-aux-Mines, Hombourg-Haut, L'Hôpital (Moselle), Longeville-lès-Saint-Avold, Macheren, Merten, Morsbach, Petite-Rosselle, Porcelette, Rosbruck, Saint-Avold, Schœneck, Stiring-Wendel, Varsberg.

## Forêt
- Forêt de Steinberg à Hombourg-Haut[5]

## Histoire
Des mines de cuivre et de plomb ont été exploitées du Moyen Âge au XIXe siècle,.

## Publications
- Le Warndt, un paysage forestier sarro-lorrain, Heimatkundlicher Verein e.V, tome 1, 2007.
- Alphonse et Jeanne Muller, Le Warndt mystérieux, Éd. Serpenoise, 2001.
- Frédéric Zégierman, Le Guide des Pays de France, Paris, Fayard, 1999, vol. Nord.
- Entre Lauter et Merle, no 18, juillet 2007 (article de Roger Hesse),  (ISSN 1148-9316).